# XBG Games
Die XBG Games (zum Start: Xbox Games) war eine etwa 100 Seiten starke deutschsprachige Videospielezeitschrift. Sie erschien bis ins Jahr 2017 – zuletzt im Dreimonatszyklus – und berichtete neben Xbox, Xbox 360 sowie Xbox-One-Spielen auch über DVD- sowie Blu-Ray-Neuerscheinungen. Sporadisch erschienen auch Sonderausgaben des Magazins, zum Beispiel über die Next-Generation-Ausgabe der Xbox sowie über verschiedene andere Spiele. Zuletzt wurde eine Sonderausgabe über die Xbox One veröffentlicht. Einer eigenen Aussage zufolge war man „Deutschlands größtes Xbox-Magazin“.

## Geschichte
Das Magazin erschien zuerst im BriStein-Verlag, Bochum. Aufgelegt wurde es nach einer Insolvenz und dem Aufkauf durch Investoren von Frühjahr 2007 bis Anfang 2012 beim LiveEmotion Verlag. Im April 2012 wurde das Magazin mit der Insolvenz des LiveEmotion-Verlages eingestellt. Nach Übernahme durch Computec Media wurde die Zeitschrift mit der Juli-Ausgabe 2012 zu ihrem alten Verkaufspreis von 3,80 Euro je Ausgabe wieder ins Leben gerufen. Ab Ende 2015 erschien sie auch als elektronische Ausgabe. Darüber hinaus war sie seit dem Jahr 2015 bis zur Einstellung die einzige deutschsprachige Zeitschrift, die sich auf Themen über Microsofts Spielekonsolen konzentrierte.
Die Auflage der XBG Games war bis Ende des Jahres 2014 IVW-kontrolliert, wo noch 5.979 verkaufte Exemplare festgestellt wurden. Im Jahr 2015 gab der Verlag eine Auflage von 14.600 Exemplaren an, 2016 noch 13.000 und im Jahr 2017 noch 12.000 Exemplare. Des Weiteren wurde 2017 der zweimonatliche auf einen Dreimonatszyklus reduziert. Vertrieben wurde das Magazin in Deutschland, Österreich, der Schweiz und weiteren EU-Ländern. Der Einzelhandelspreis eines Exemplars betrug zuletzt 4,90 Euro in Deutschland, 5,90 Euro in Österreich und 8,70 SFR in der Schweiz.
Anfang Januar 2018 erschien mit 01-03/2018 die 94. und letzte Ausgabe der Zeitschrift.

## Aufbau und Bewertungen
Im ersten Teil wurden aktuelle Spiele in ausführlichen und mit Screenshots unterlegten Testberichten vorgestellt. In einem Wertungskasten je Spiel wurden die Testergebnisse präsentiert. Bis zu sechs positive und negative Seiten des Spiels wurden hier stichpunktartig zusammengefasst. Der Schwierigkeitsgrad wurde – grün hervorgehoben – in die Klassen leicht, mittel oder schwer eingeteilt. Außerdem war in diesem Abschnitt zu entnehmen, ob eine Einbindung von Kinect gegeben ist, ob es einen Onlinemodus gibt, ob HDTV unterstützt wird sowie welches Tonsystem unterstützt wird. Als Alternative wurde ein ähnliches Spiel mit dessen Testergebnis genannt.
Mit den gleichen grafischen Mitteln wie beim Schwierigkeitsgrad wurde das Spiel auf einer Skala von 1 bis 100 % eingestuft, dabei wurden auch Grafik, Sound, Spielspaß, Steuerung und Multiplayer-Aspekte berücksichtigt (ggf. als „nicht vorhanden“ angegeben). Ein Fazit mit ein bis zwei Sätzen als Kommentar schloss den Bericht ab. Wenn ein Spiel in der Bewertung über 90 % erreichte, wurde es mit einem XBG Games Kauftipp-Logo hervorgehoben. Ab Ausgabe 04/2009 gab es auch kurzzeitig am Anfang des Magazins einen Test des Monats. Dies war immer ein Spiel, das die Redaktion besonders hervorheben wollte, aber meistens keinen Kauftipp bekommen hatte. Von 0 bis 19 % gab es die Note Ungenügend, von 20 bis 49 % Mangelhaft, von 50 bis 59 % Ausreichend und von 60 bis 74 % Befriedigend. Ein Gut gab es von 75 bis 84 %, und die Note Sehr Gut gab es ab 85 %. Ein Ausgezeichnet wurde ab 90 % vergeben sowie mit der Auszeichnung XBG Games-Kauftipp geehrt.

## Redaktion
Bis zur Übernahme durch Computec Media war Martin Mirbach Chefredakteur und schrieb in jeder Ausgabe das Vorwort. Die Redaktion bestand damals aus festen Mitarbeitern, die nur anhand von Skulpturzeichnungen den Lesern vorgestellt wurden. Die Rubrik Posthütte, welche die Leserbriefe abhandelt, wurde von Thomas Richter geleitet. Sowohl er selbst als auch die Leser bezeichneten ihn als Onkel Tom. Nach Richters Weggang übernahm Tom Gerlach die Rubrik und den Spitznamen. Die Redakteure des Magazins arbeiteten auch am Wii Magazin sowie an der Zeitschrift PlayBlu. Nach der Schließung des LiveEmotion-Verlags führte Computec Media nur für kurze Zeit auch die PlayBlu weiter. Aus der ursprünglichen Redaktion waren außer Benjamin Kegel und Marco Cabibbo keine weiteren Journalisten mehr tätig. Neu dazugekommen ist dabei Lukas Schmid, der bis zur Einstellung für die Leserbriefe zuständig gewesen ist.
Weiterhin schrieben diverse freie Mitarbeiter für die XBG Games. Marco Cabibbo und Benjamin Kegel wirkten dabei auch an der N-Zone sowie der play⁴ mit.